# 克尼特尔费尔德附近圣洛伦岑
克尼特尔费尔德附近圣洛伦岑是奥地利施蒂利亚州克尼特尔费尔德县的一个市镇。总面积35.88平方公里，2001年普查人口總數為797人，人口密度為每平方公里22.2人。